# Ludwigsplatz (Ludwigshafen)

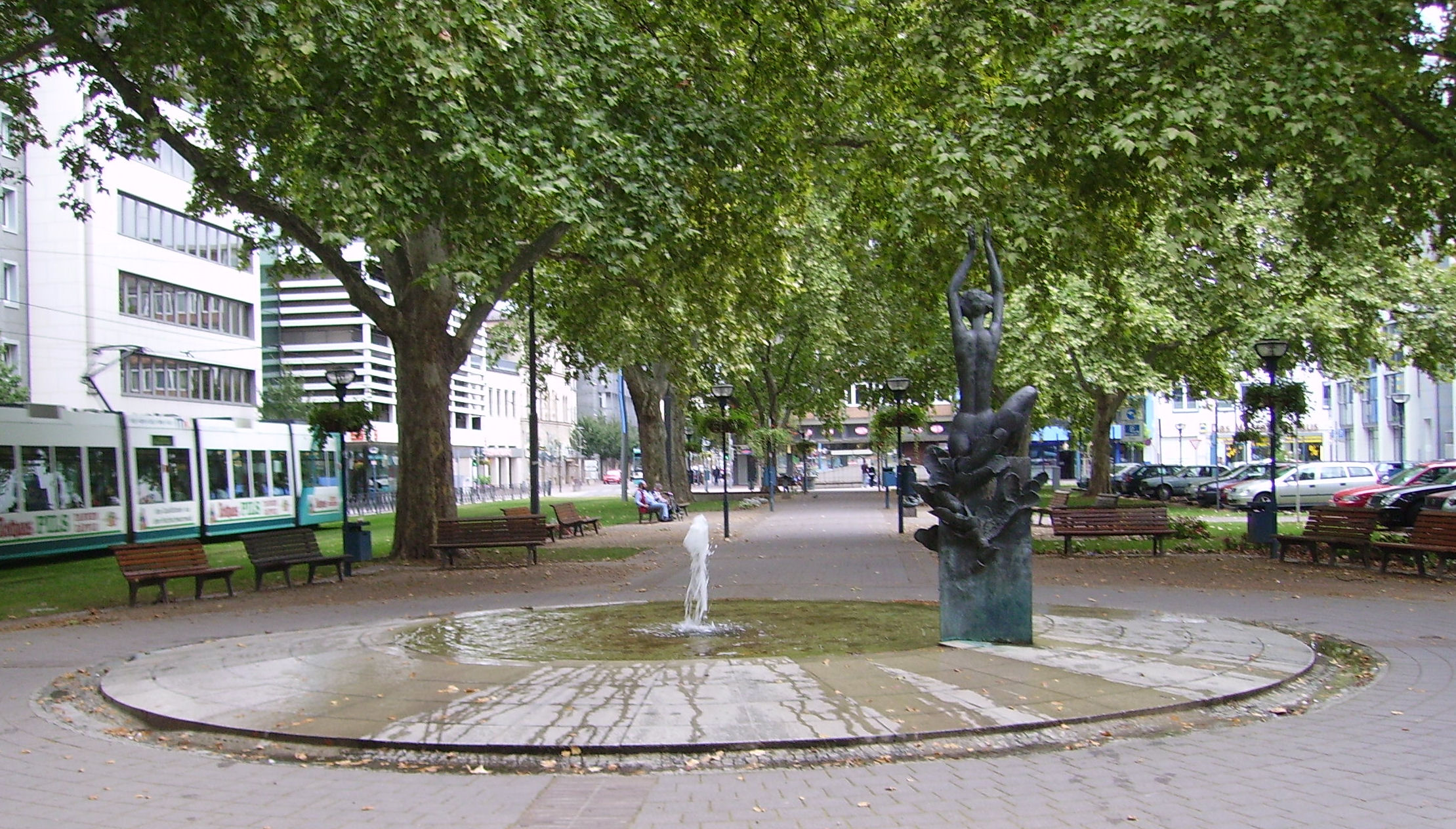
Ludwigsplatz mit Ludwina-Brunnen

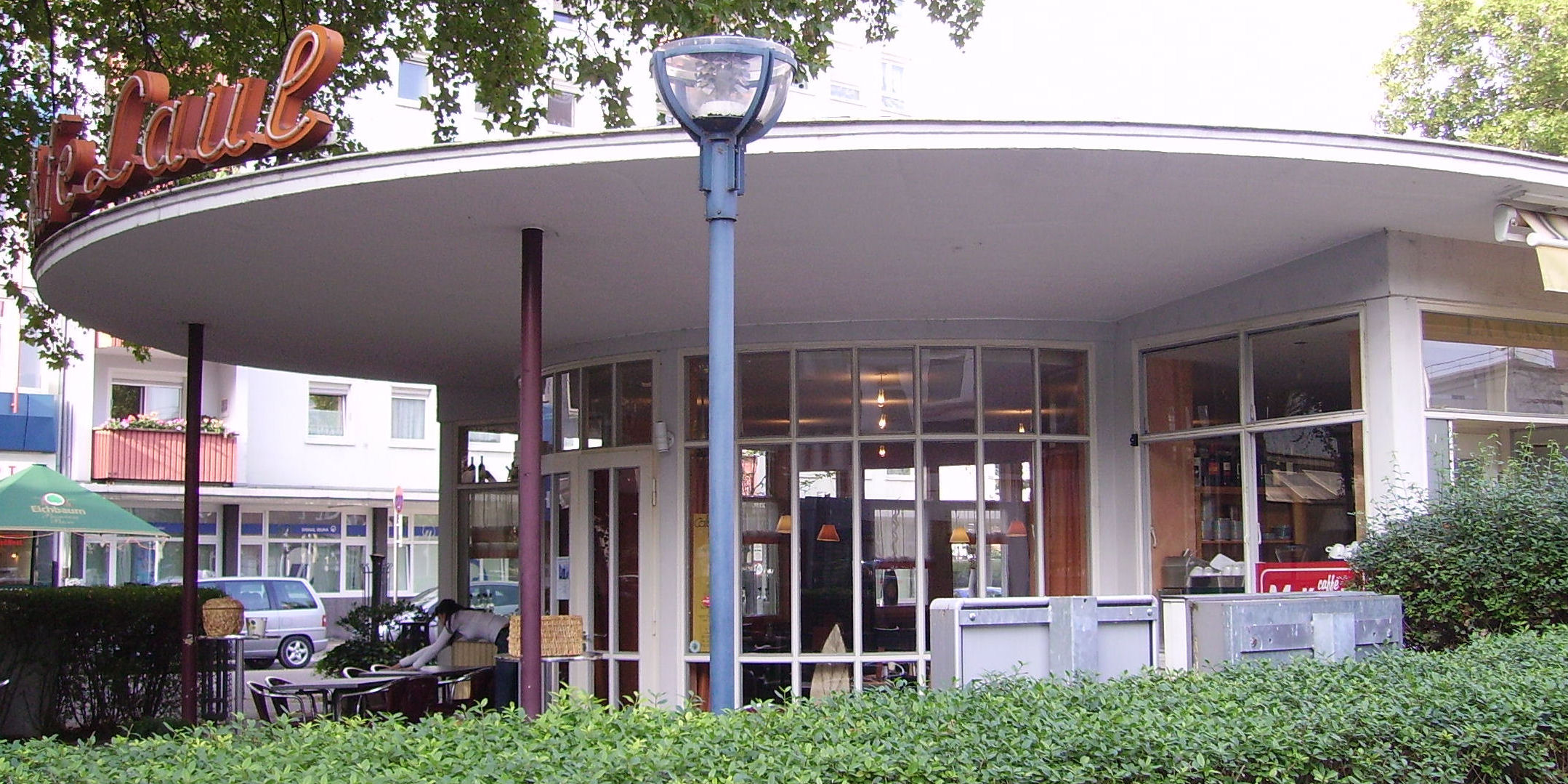
Café Laul

Der Ludwigsplatz ist ein zentraler, aber wenig belebter Platz in Ludwigshafen am Rhein, der mit einem Skulpturenensemble ausgestattet ist.

## Bebauung

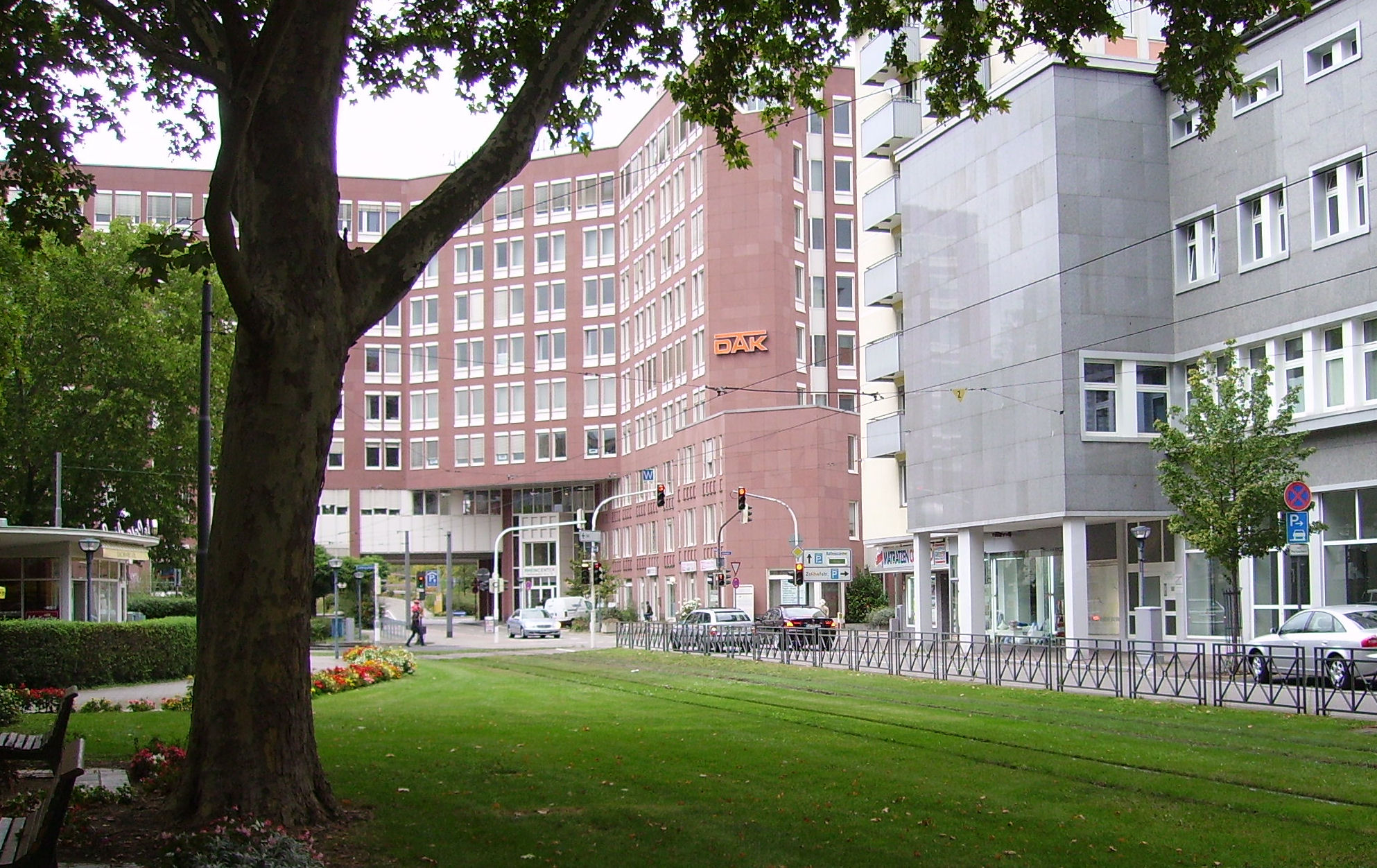
Ludwigsplatz mit Rheincenter

Charakteristisch für den zentral gelegenen Platz sind die alten Platanen, die bereits auf Fotos am Ende des 19. Jahrhunderts zu sehen sind, als auf dem Platz noch Markt abgehalten wurde und in unmittelbarer Nähe der ehemalige Ludwigshafener Kopfbahnhof war. Die Platanen sind schon auf einer Planskizze aus der Zeit um das Jahr 1880 eingezeichnet, nachdem der „Verschönerungsverein“ im Jahr 1879 120 Platanen anpflanzen lassen hatte.
Der Platz ist bis auf das ehemalige Café Laul im Stil der 1950er Jahre (am nördlichen Ende) unbebaut. Um den Platz herum befinden sich zwei Bankgebäude, ein Hotel, das Rhein-Center und weitere Gebäude. Außerdem verläuft durch den Ludwigsplatz eine Straßenbahnlinie, deren Gleise in einer Rasenfläche verlegt sind.

## Skulpturen

### Pfälzer Lebensfreude
Pfälzer Lebensfreude ist der Name eines Brunnens, der von dem Aachener Künstler Bonifatius Stirnberg im Jahr 1991 geschaffen wurde.
Vier Figuren stehen für Singen und Musizieren, Sport, Feste feiern und Tanzen.
In der Mitte der Bronze-Plastik befindet sich eine lachende Sonne, die von Rebstöcken und Weintrauben gestützt wird. Dies ist als eine Referenz auf den Pfälzer Sommer zu verstehen.
Die vier beweglichen Figuren auf dem Rand sind:
1. Der Jäger aus Kurpfalz
2. Ein Fußballer (Fritz Walter?)
3. Die Hemshof-Friedel
4. Eine Tänzerin

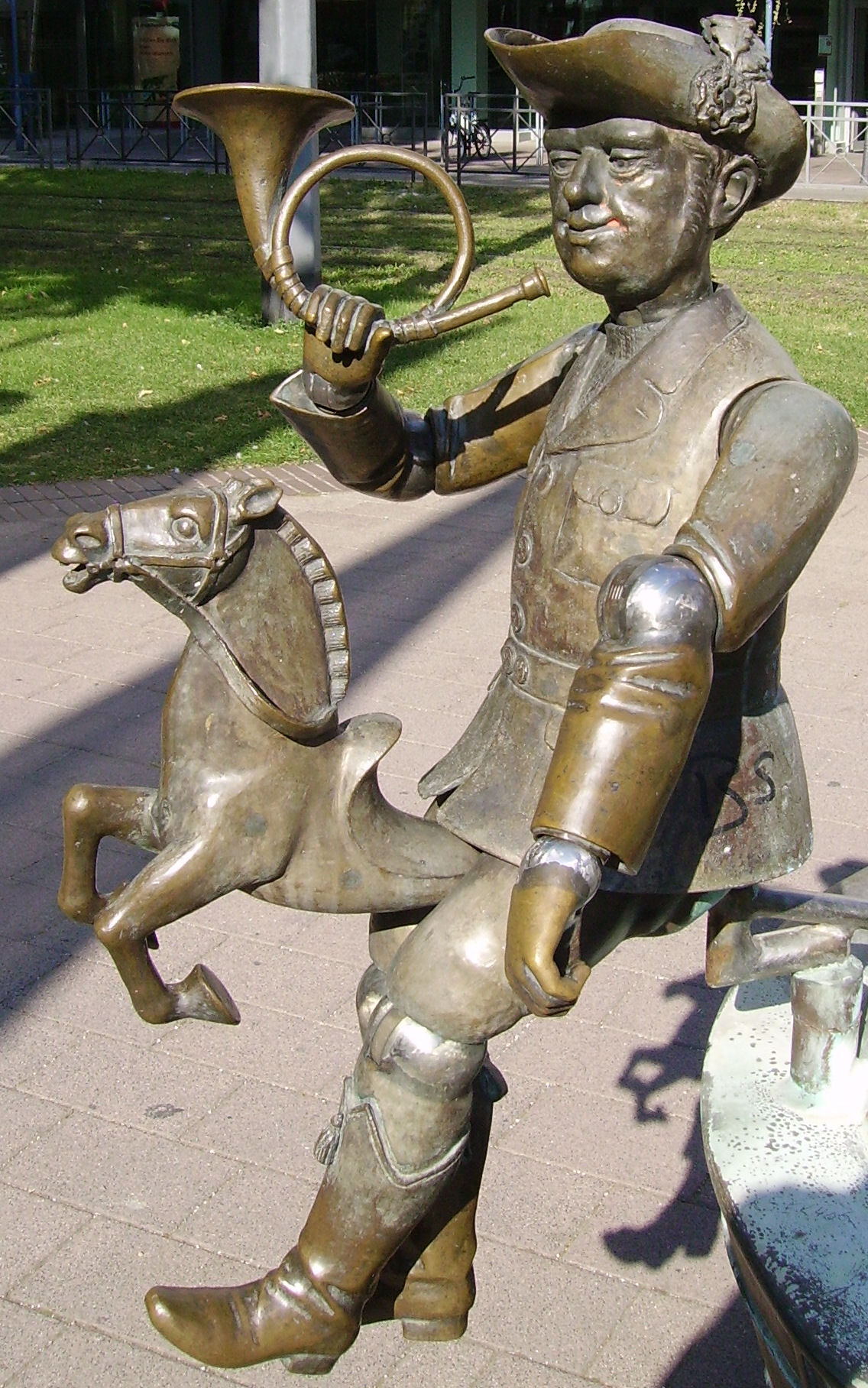
Der Jäger aus Kurpfalz
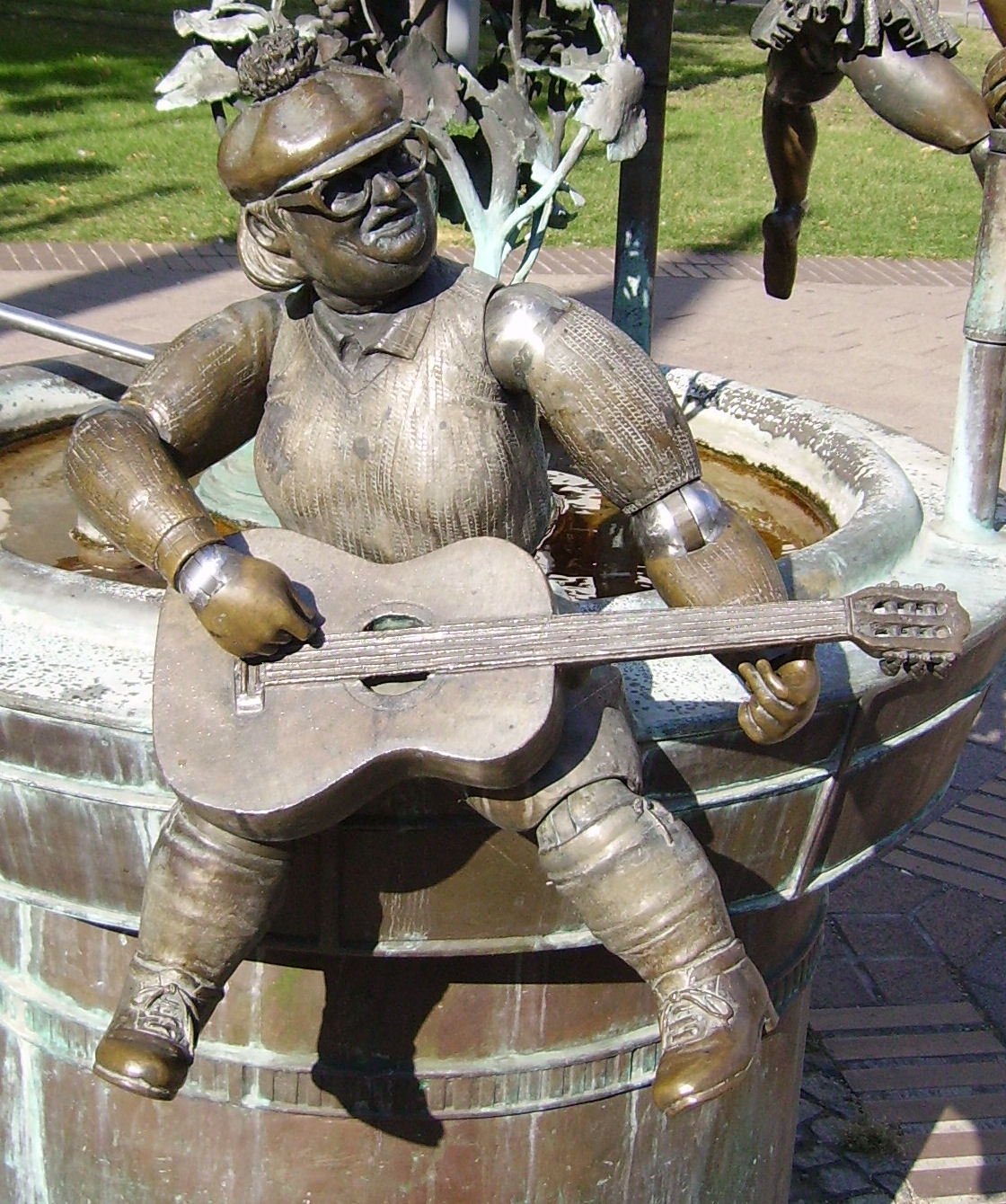
Hemshof-Friedel
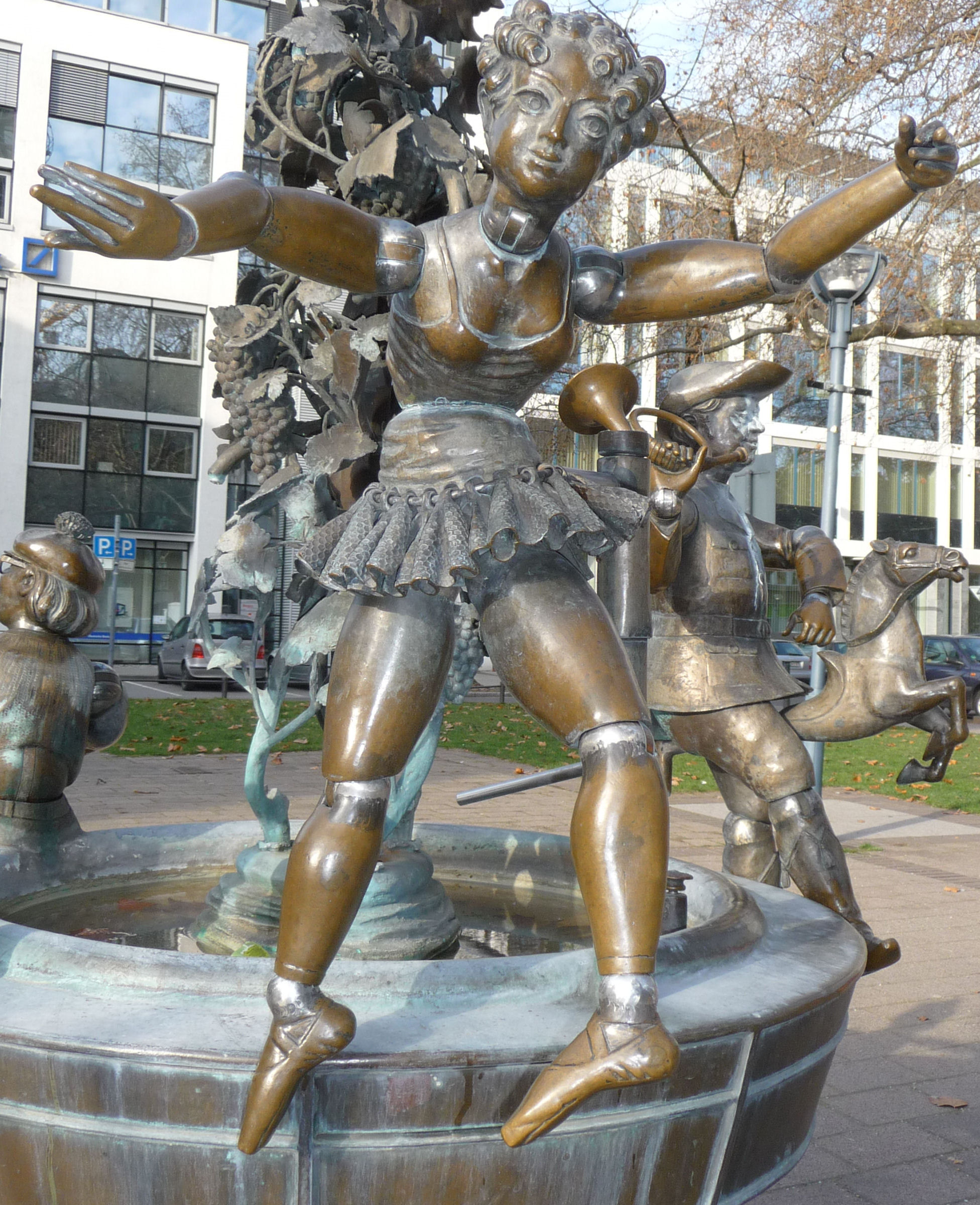
Tänzerin
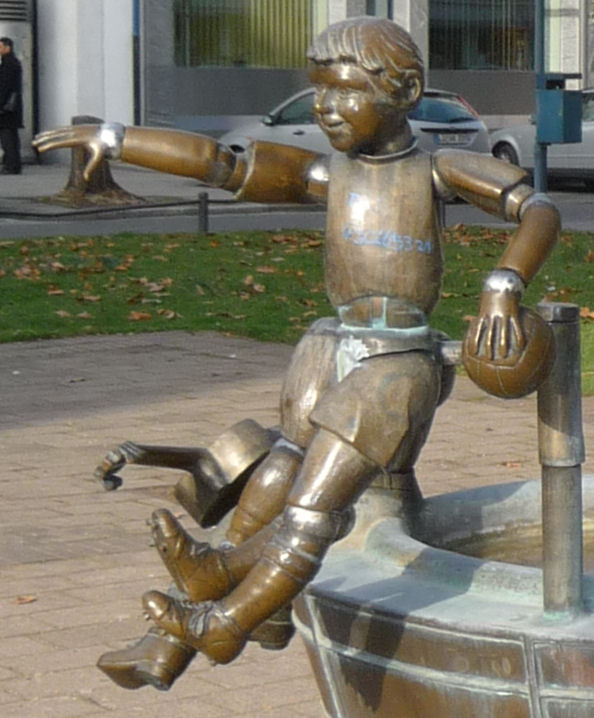
Fußballer

### Regenmännlein
Das Regenmännlein ist die Bronze-Skulptur eines kleinen Jungen.
Die Skulptur ist ein Geschenk der Nachbarstadt Mannheim zum hundertsten Geburtstag der Stadt Ludwigshafen im Jahr 1953. Sie wurde geschaffen von dem Künstler Kurt Lehmann und zeigt einen kleinen Jungen, der sich schützend ein aufgeklapptes Buch über den Kopf hält.

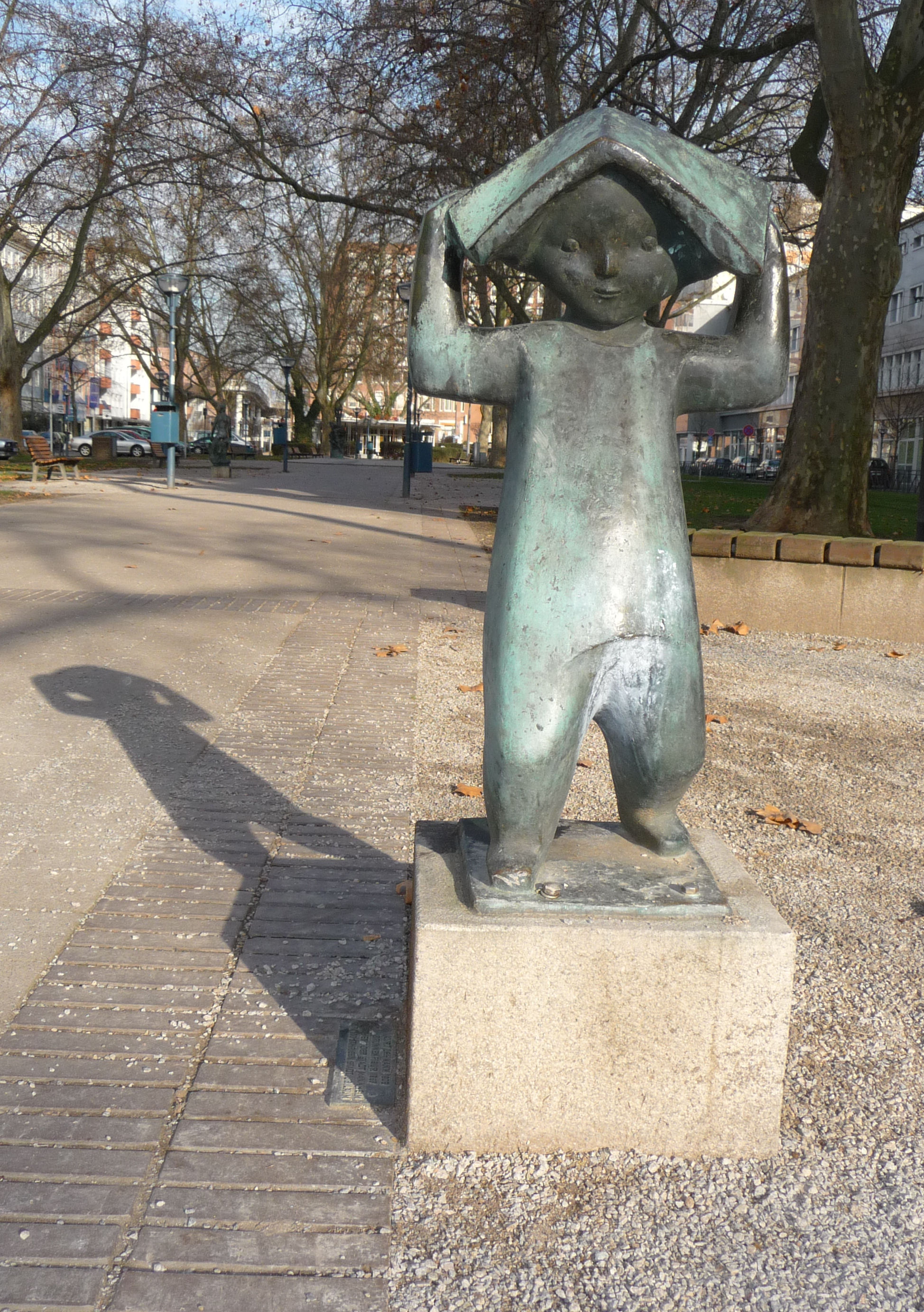
Regenmännlein
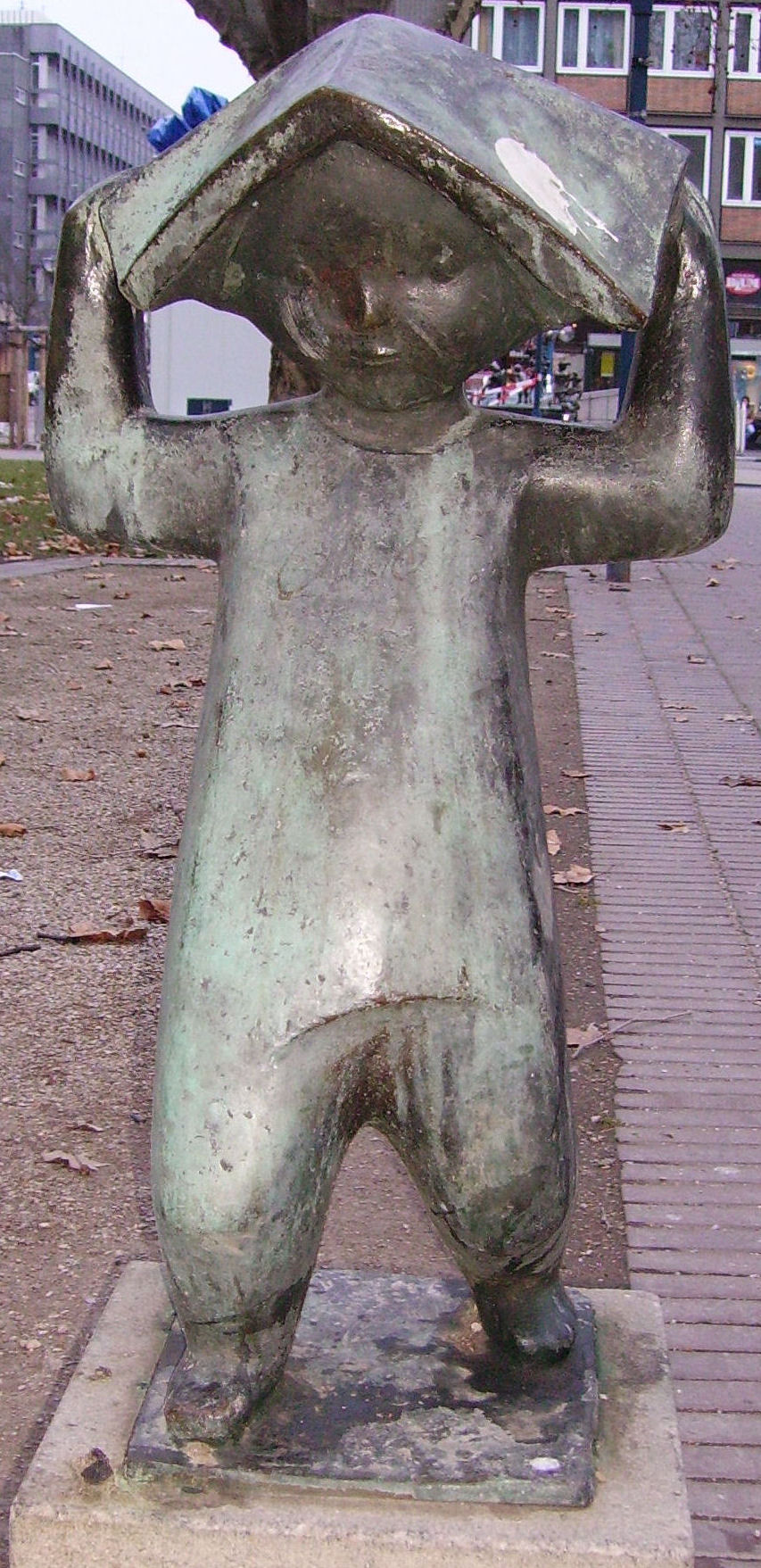
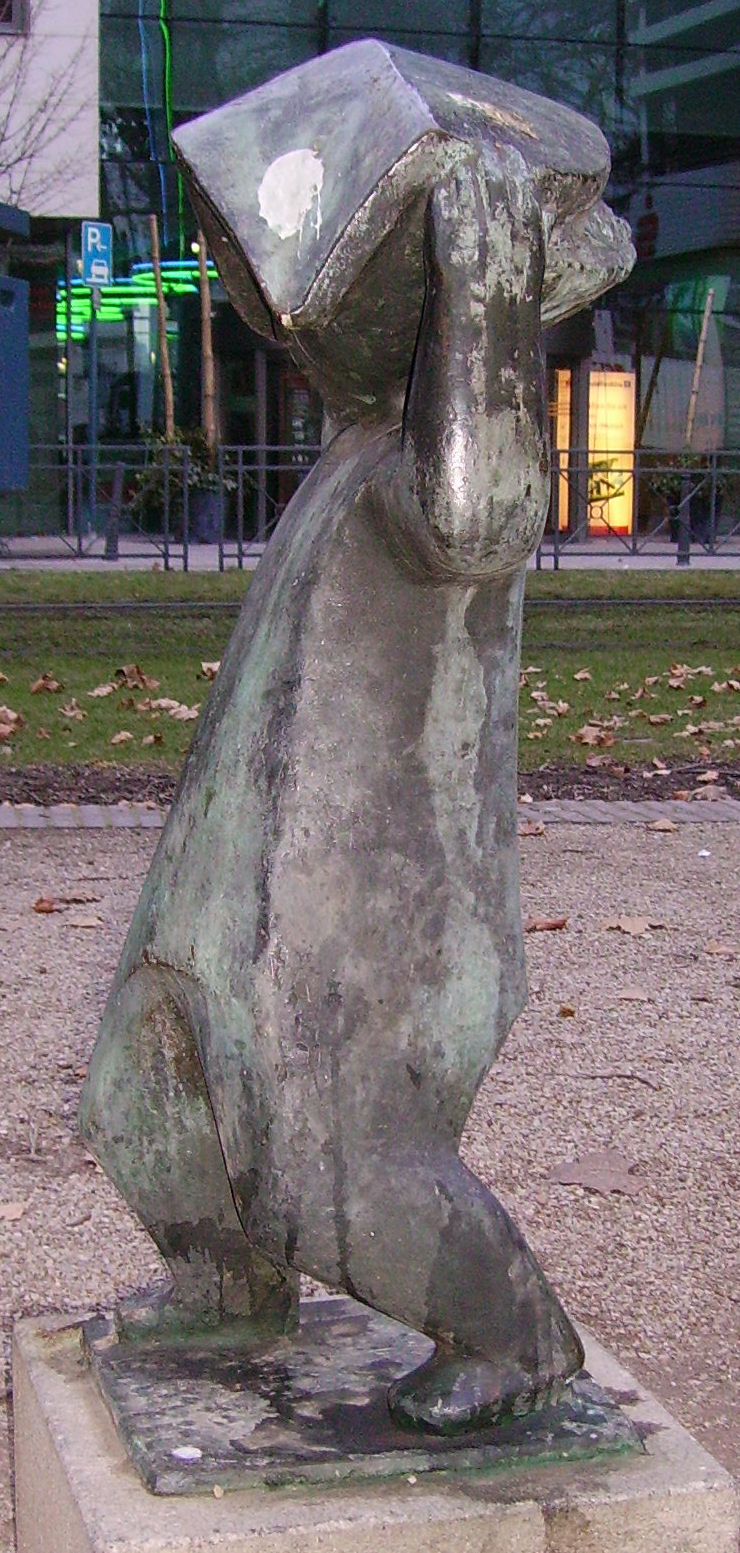

### Ludwina
Die Figur der Ludwina sitzt auf einem Sockel mit Blütenblättern am Rand eines flachen Brunnenbeckens von acht Metern Durchmesser.
Der Brunnen wurde gestiftet von der Ludwigshafener Stadtsparkasse, die im Jahr 1988 ihr hundertjähriges Bestehen feierte. Die Stadtsparkasse wählte als Standort für den Brunnen den Ludwigsplatz vor ihrer Zentrale aus und bestimmte den, aus der Pfalz stammenden Münchner Bildhauer und Kunstprofessor Erich Koch zur Ausführung der Brunnenfigur. Vorbild für die drei Meter hohe Bronze-Figur ist eine kleine Skulptur, die der Koch schon vorher in einem Zyklus über die vier Jahreszeiten als Symbol für den Frühling gestaltete.
Bis zur Fertigstellung der Anlage vergingen aber noch mehrere Jahre. So wurde der Brunnen erst nach dem Umbau des Ludwigsplatzes zum Rheinland-Pfalz-Tag im Jahr 1992 fertig.
Der Name „Ludwina“ soll auf den Namen der Stadt Ludwigshafen anspielen, der Brunnen selbst soll einen Bezug zu der Stadt am Wasser herstellen.

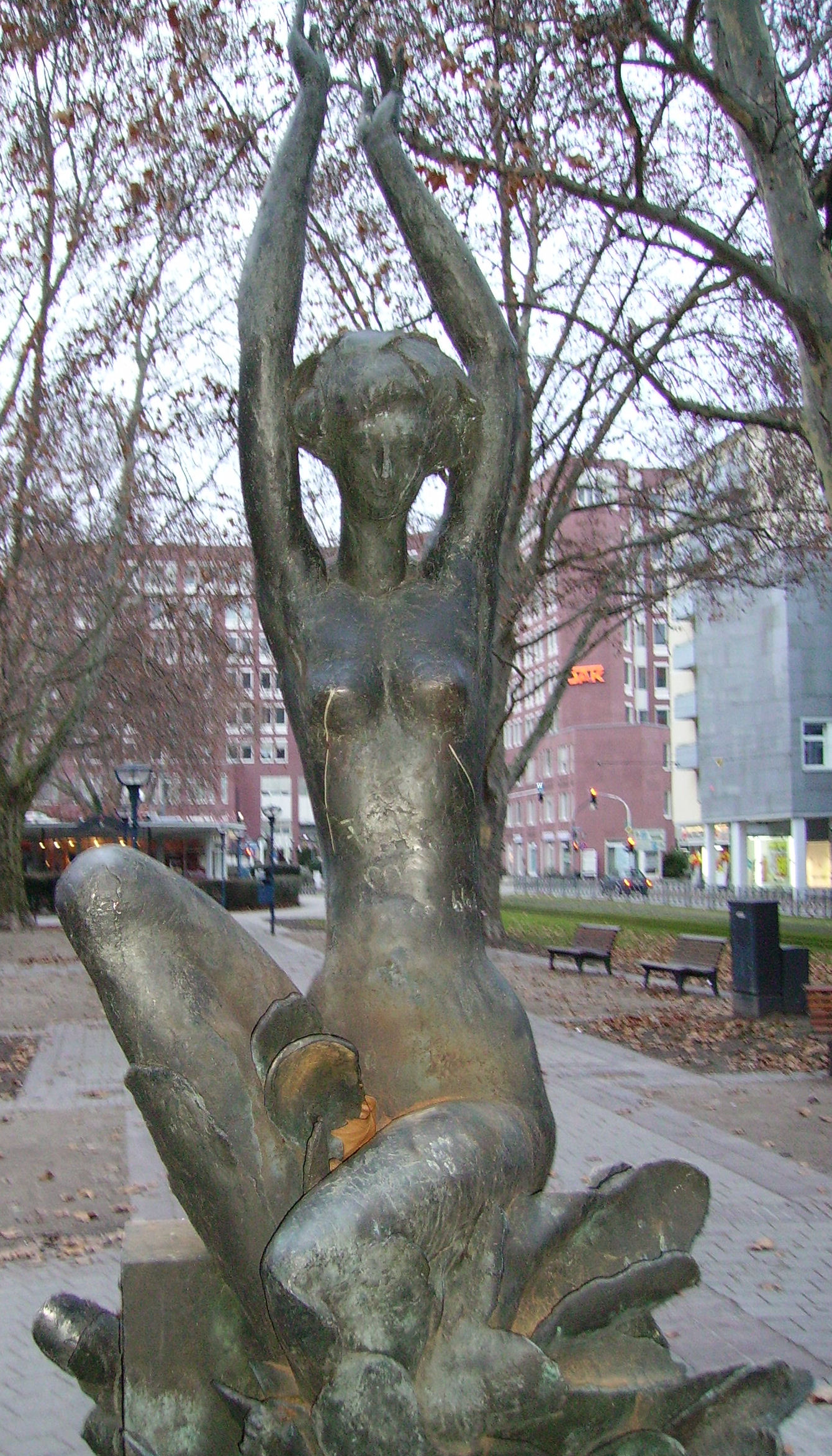
Ludwina
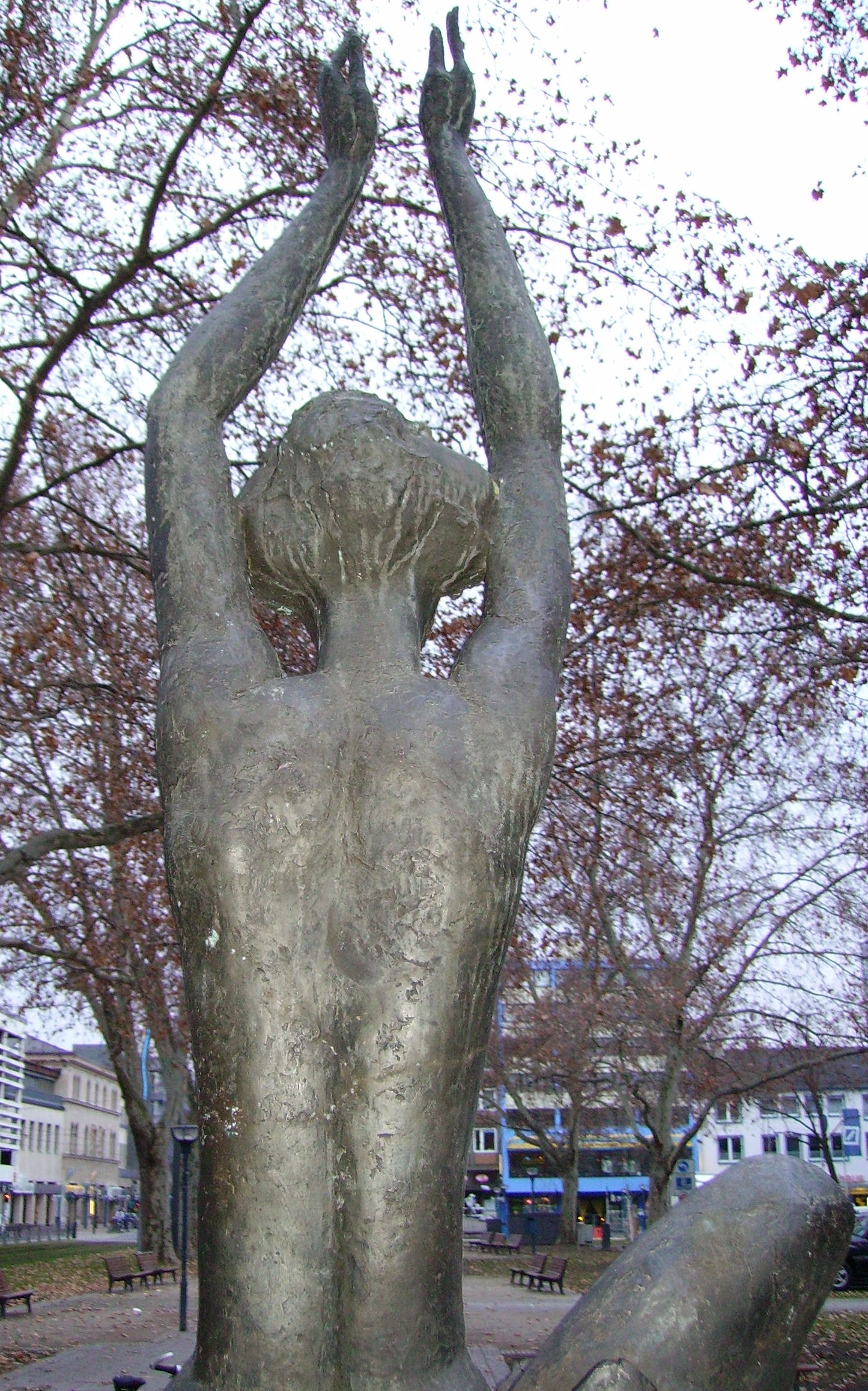
Ludwina von hinten
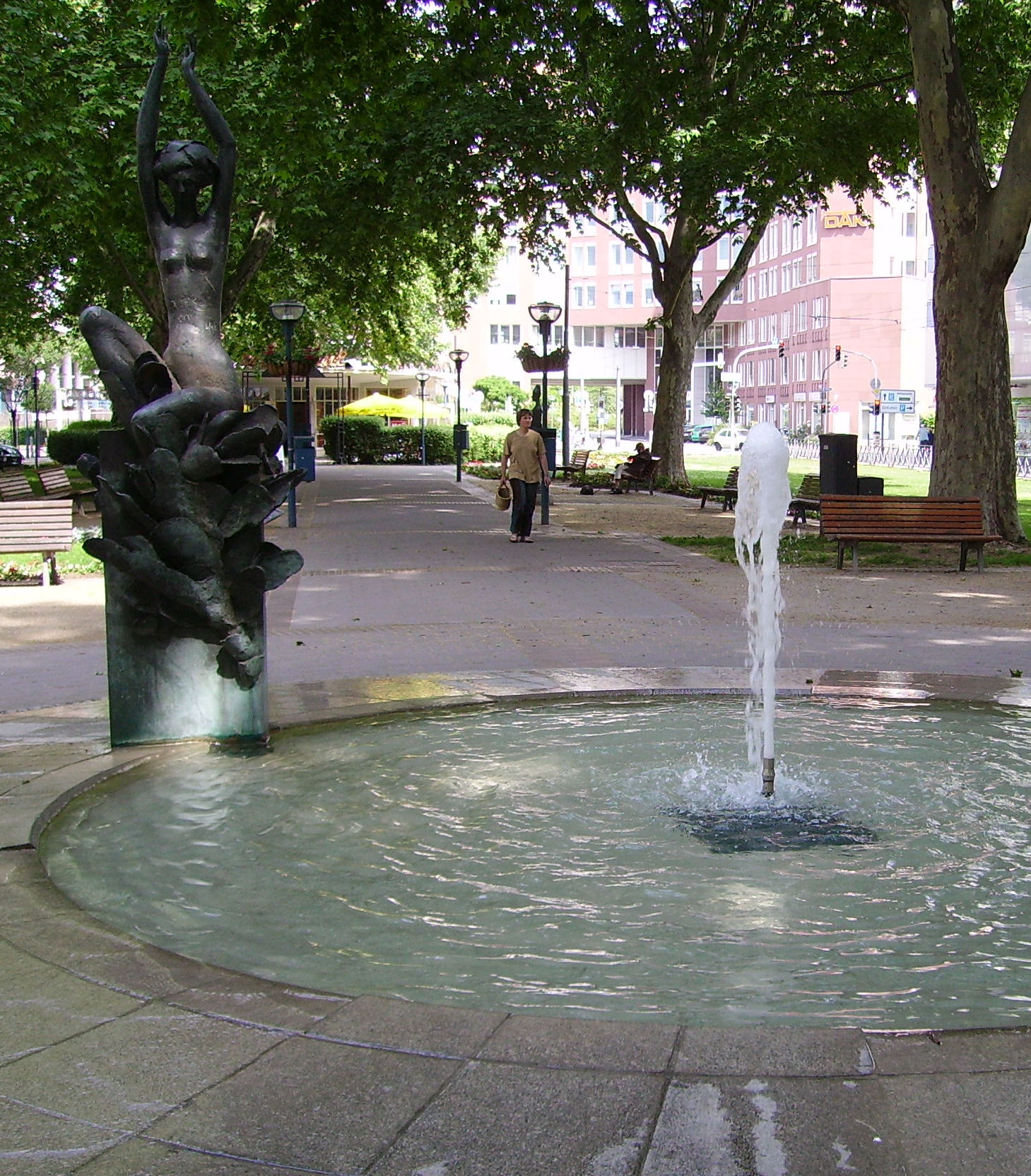
Ludwina mit Springbrunnen

### Eisläuferin
Die Eisläuferin stammt vom italienischen Bildhauer Giacomo Manzù. Sie entstand im Jahre 1957 als charakteristisches Beispiel für den Spätimpressionismus. Die Eisläuferin präsentiert sich als eine schlanke, hoch aufragende Mädchengestalt auf einem Bronzesockel, der die langen Beine akzentuiert. Die vertikale Längung verleiht der Figur eine gewisse Strenge.

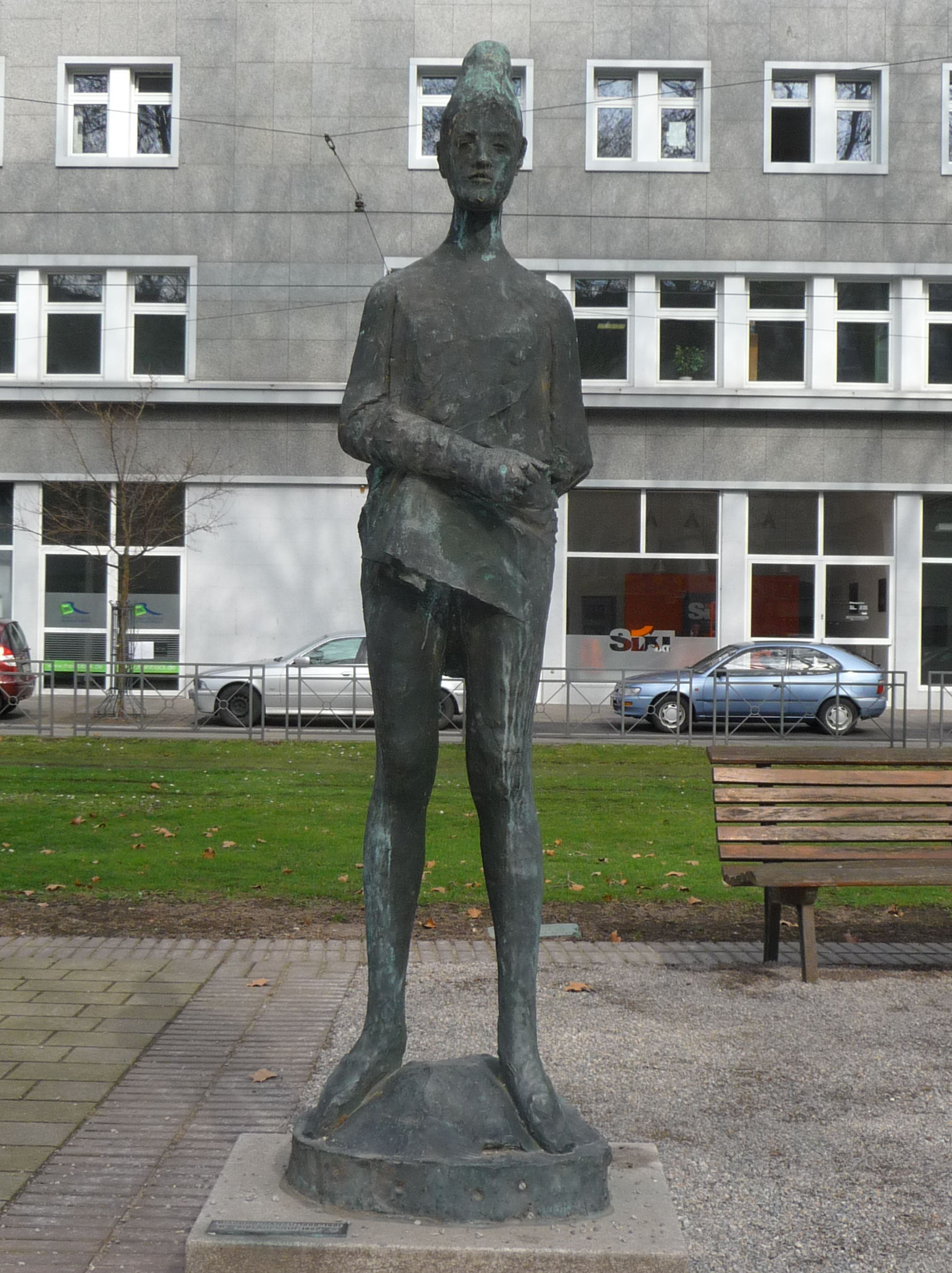
Eisläuferin
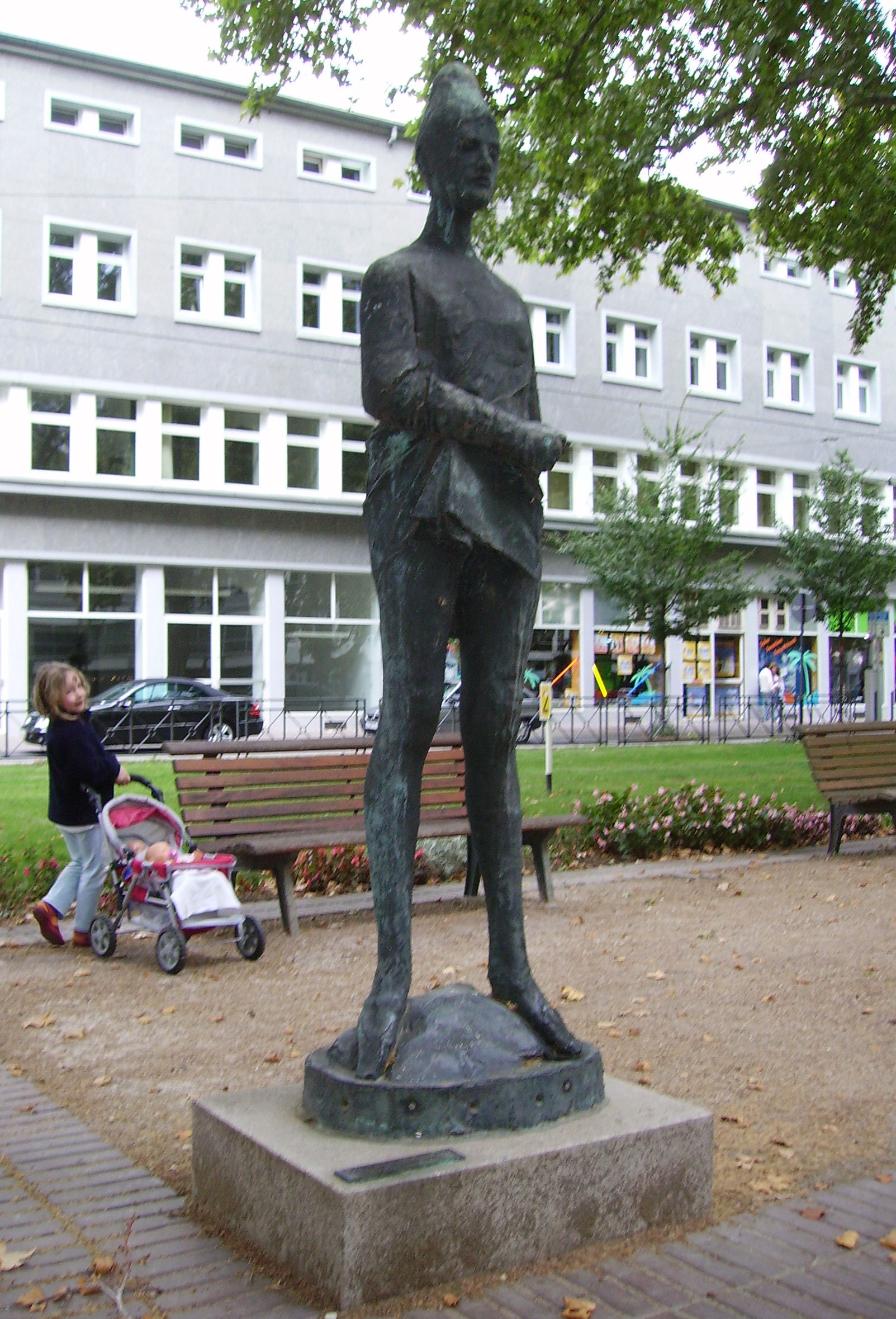
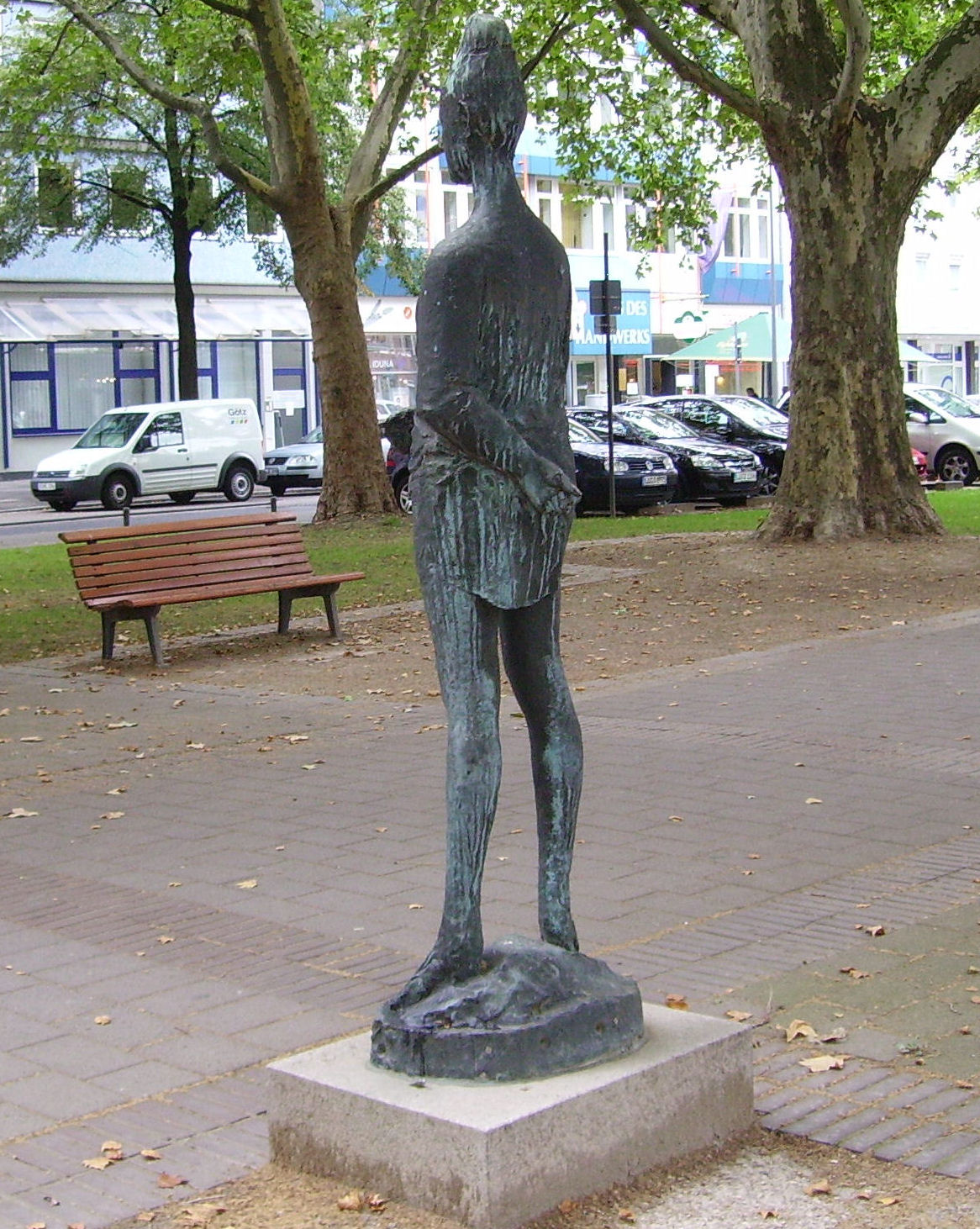

### Fliegender Genius
Der Fliegende Genius des deutschen Bildhauers Georg Kolbe aus dem Jahre 1928 ist eine idealistische Aktplastik, die einen heroischen Gestus zeigt.

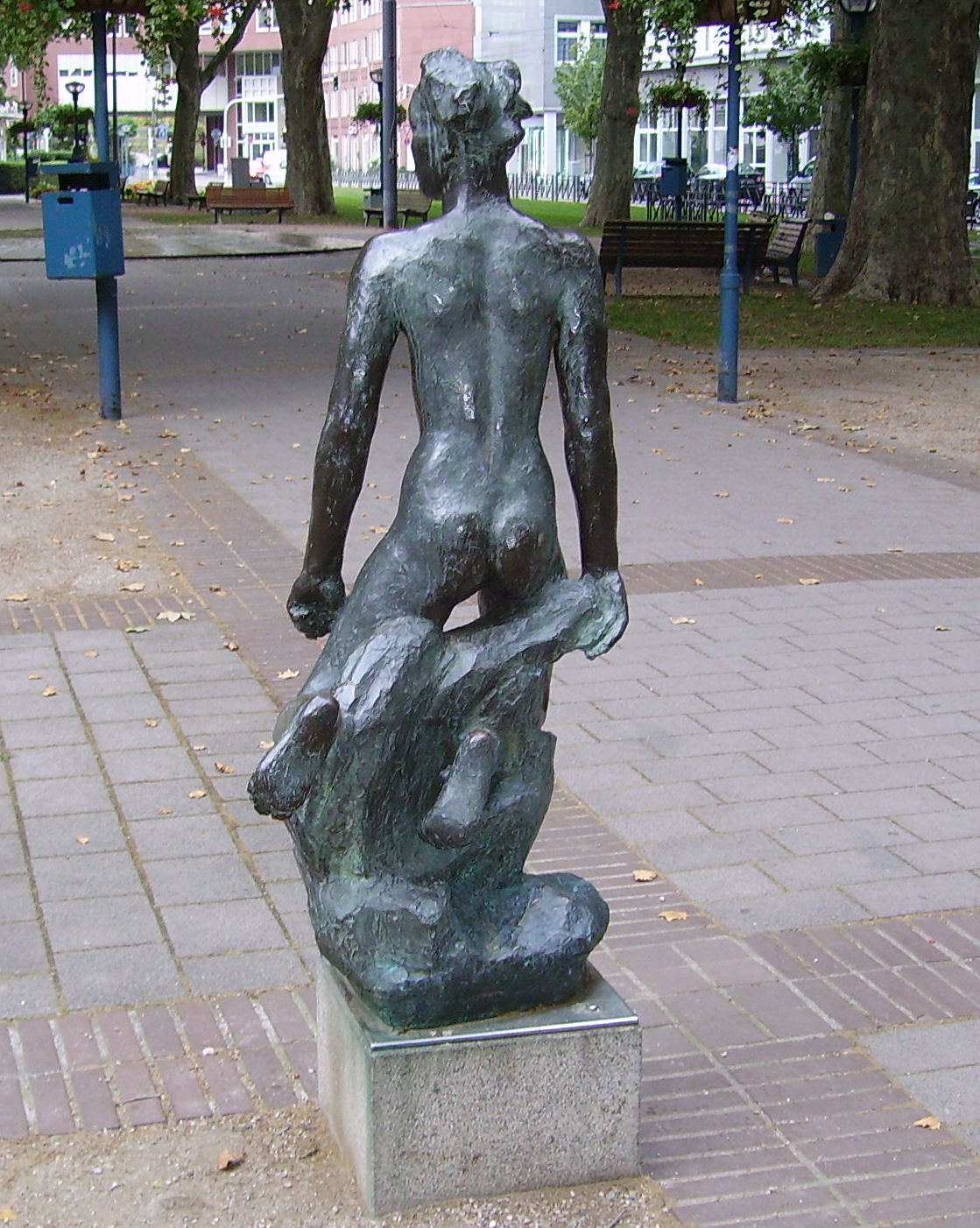
Fliegender Genius
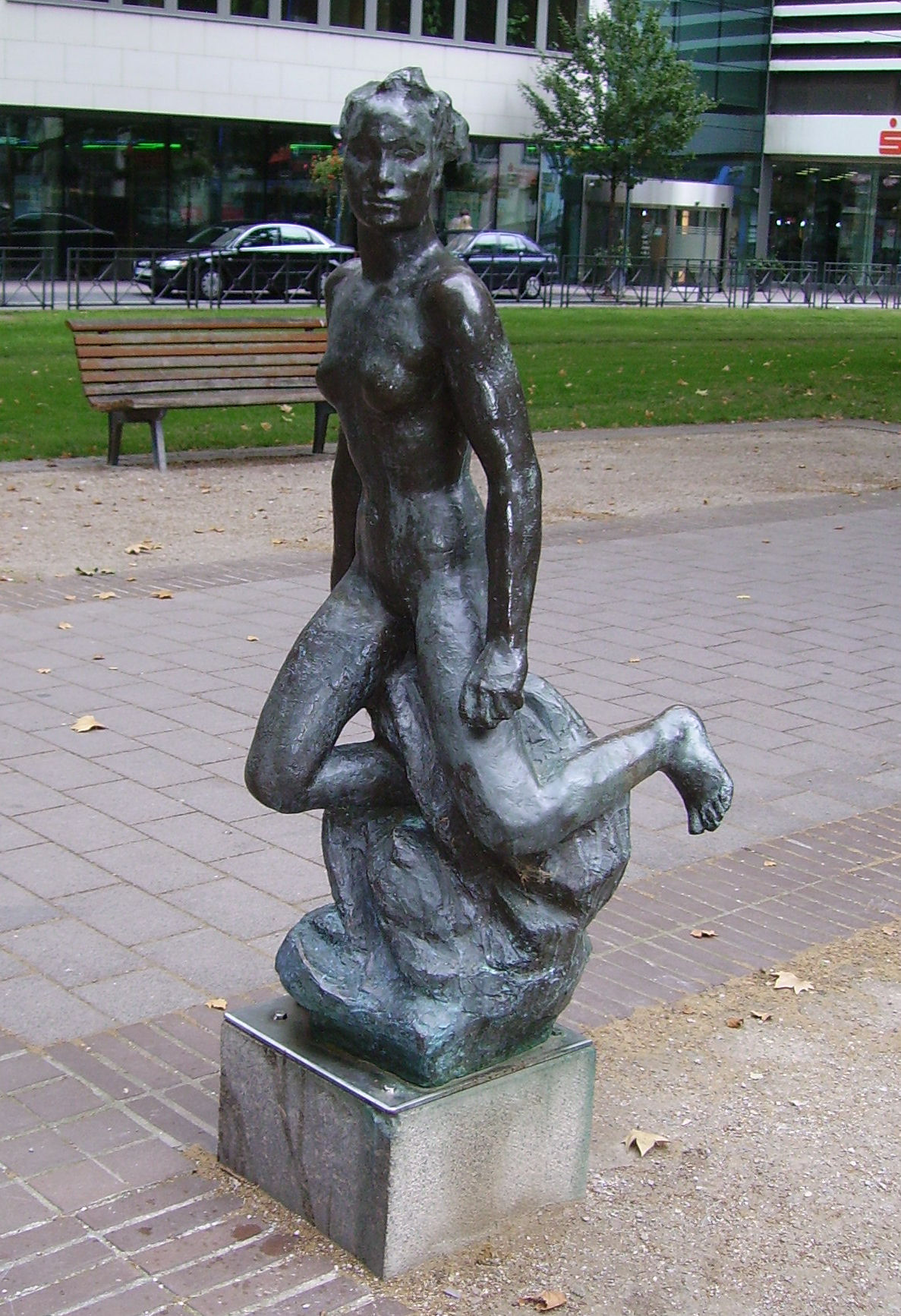
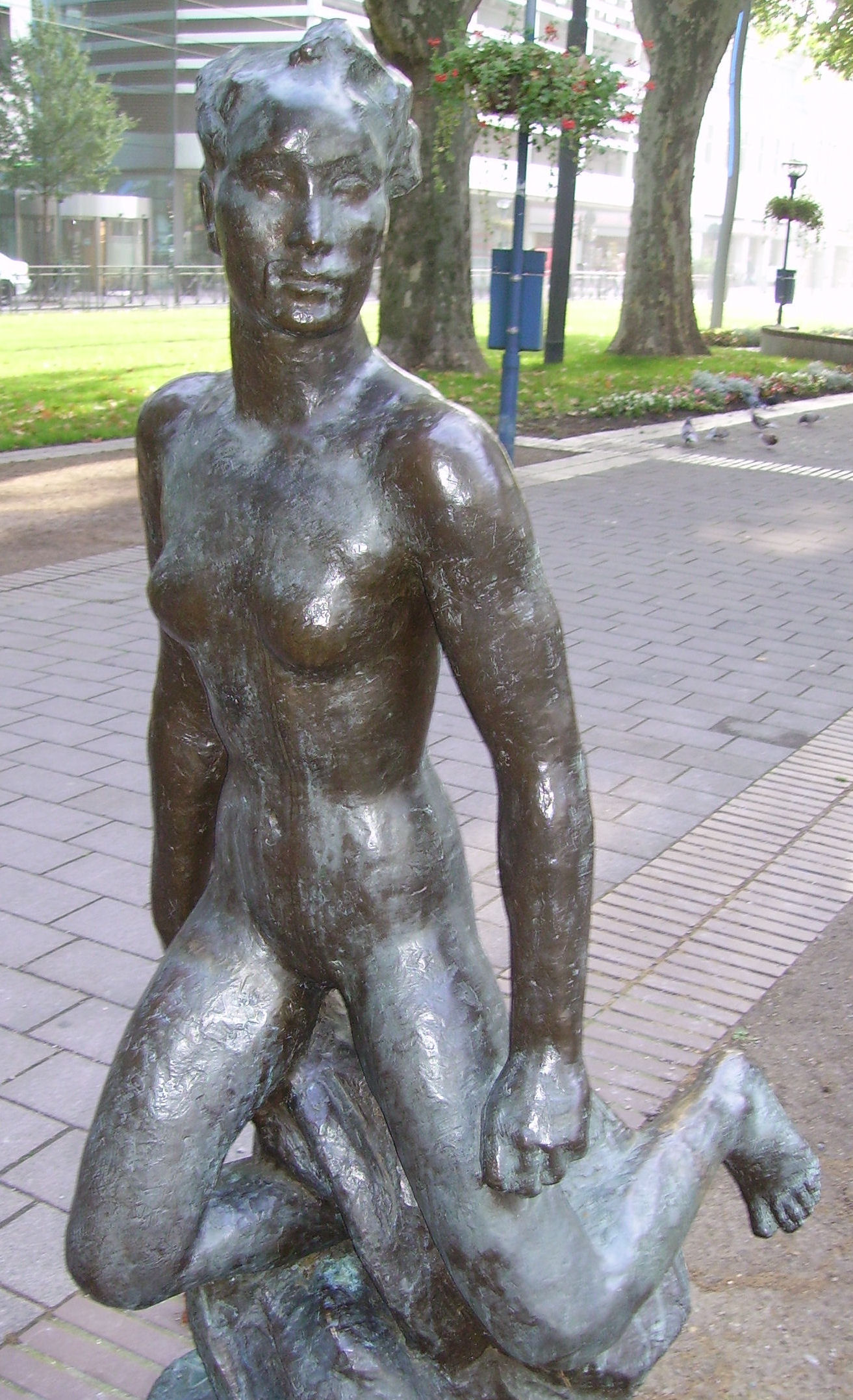

### Lichtsäule
Der niederländische Künstler Jan van Munster konzipierte im Jahr 2002 für die Sparkasse Vorderpfalz auf dem Ludwigsplatz eine 22 Meter hohe Lichtsäule und für die Glashalle der Bank die 38 Meter lange Brainwave (englisch: Gehirnwelle). Reflexionen in der Glasfassade der Halle lassen die beiden Lichtarbeiten in eine direkte Beziehung treten. Die horizontal angelegte Brainwave leitete Jan van Munster von der Aufzeichnung seiner eigenen Gehirnströme ab.

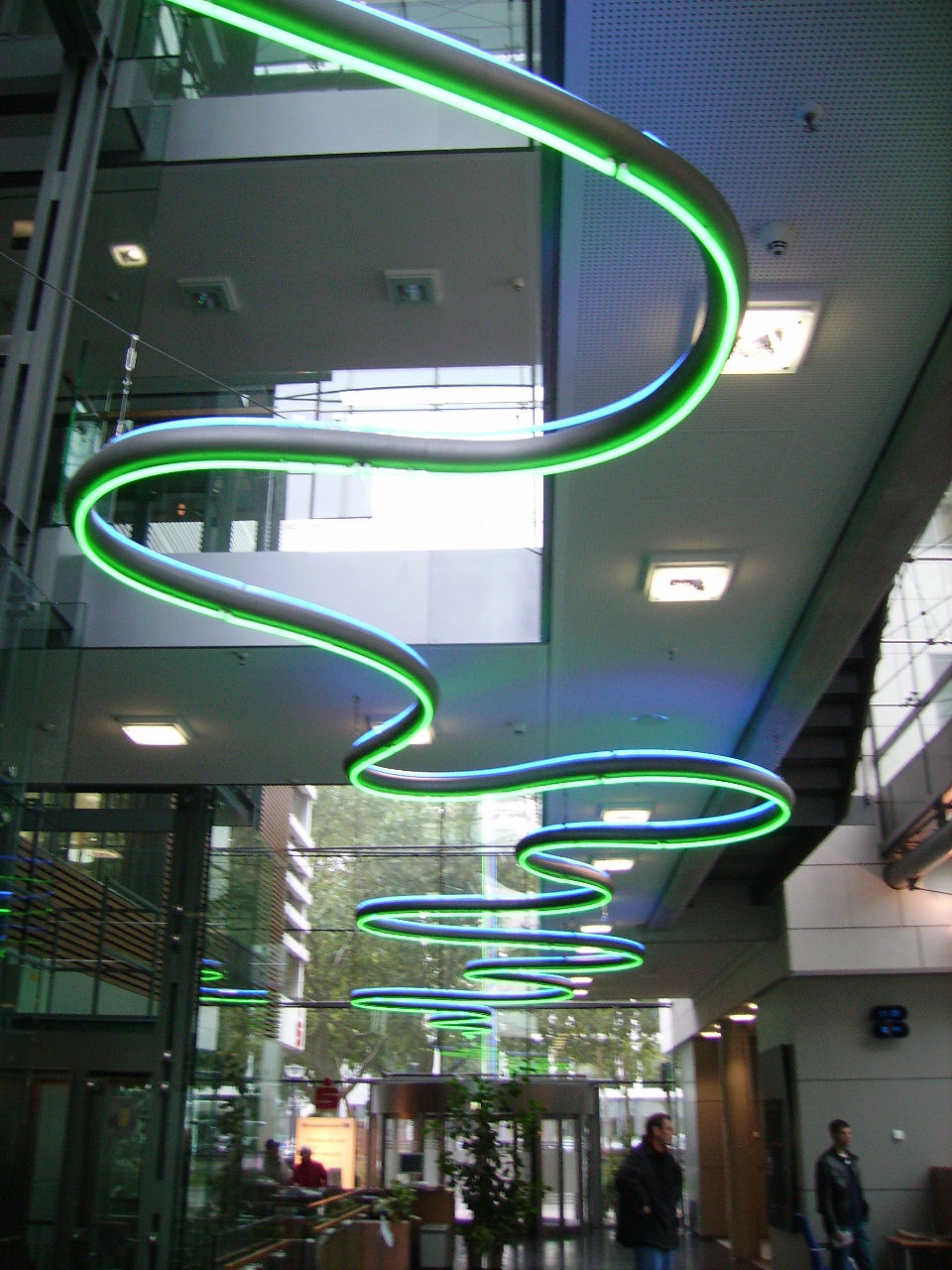
Brainwave
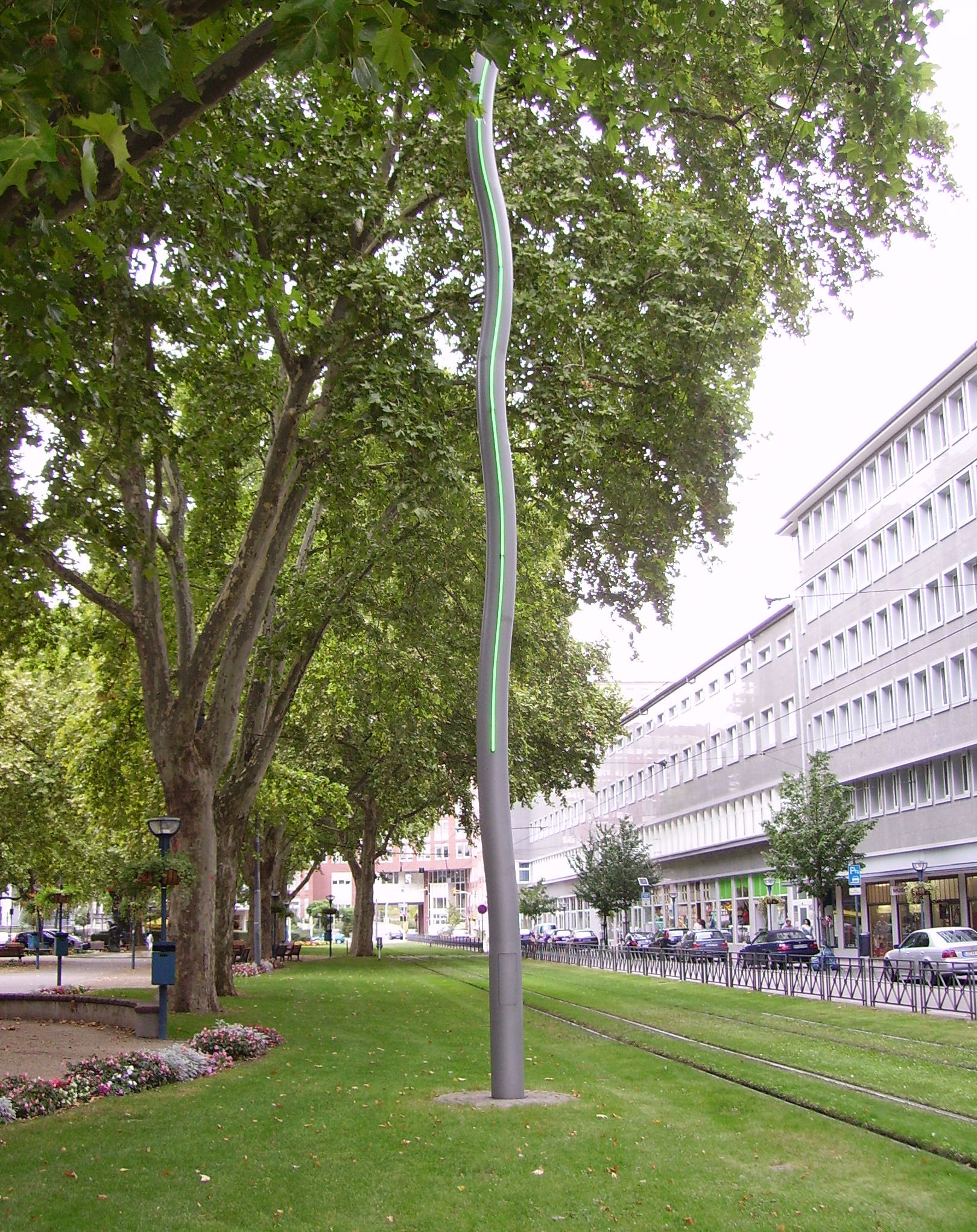
Lichtsäule
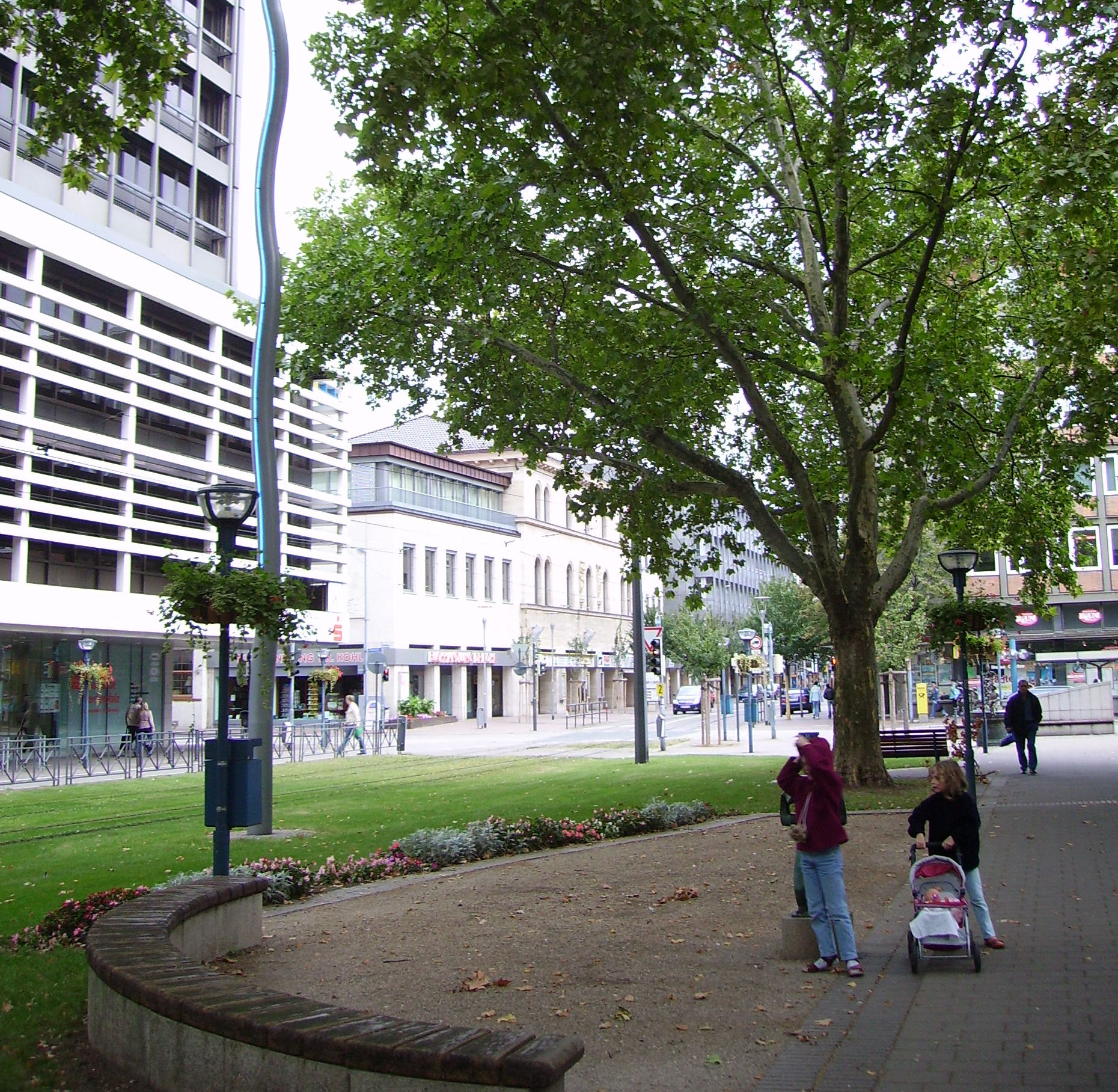
Lichtsäule